# Departement Ayacucho
Ayacucho je region v jihozápadním Peru. Leží v pohoří Andy a jeho hlavním městem je Ayacucho. V letech 1822 až 1825 nesl název Huamanga. Dělí se na celkem 11 provincií a dále na celkem 111 okresů. 
Město bylo jedním z nejtvrději zasažených míst v dobách peruánského konfliktu vyvolaném Světlou stezkou, která vedla partyzánskou válku proti tehdejší peruánské vládě. V roce 2005 se v provincii konalo referendum o možnosti sloučení provincie s regiony Huancavelica a Ica, nakonec však ke sloučení provincií nedošlo. Většina obyvatel hovoří kečuánsky a španělsky. 